# Агафирс
Агафирс (Агатирс, др.-греч. Ἀγάθυρσος, «хороший тирс») — у Геродота старший из трех сыновей Геракла и змееногой богини — автохтонного божества Гилеи (у некоторых авторов — Ехидны). Брат Гелона и Скифа. Эпоним агафирсов.
Согласно Геродоту, понтийские греки считали, что Агатирс стал родоначальником западных скифов, живших у Истра, и сходных обычаями с фракийцами.